# کوارو، سوریه
کوارو (به عربی: کوارو) یک روستا در سوریه است که در ناحیه ارمناز واقع شده‌است. کوارو ۸۳۱ نفر جمعیت دارد.